# جيم غيليسبي (لاعب كرة قدم)
جيم غيليسبي (بالإنجليزية: Jim Gillespie)‏ هو لاعب كرة قدم بريطاني في مركز الهجوم، ولد في 4 نوفمبر 1957 في غلاسكو في المملكة المتحدة. لعب مع نادي غينت.